# Phumosia cinerea
Phumosia cinerea är en tvåvingeart som först beskrevs av Seguy 1926.  Phumosia cinerea ingår i släktet Phumosia och familjen spyflugor.
Artens utbredningsområde är Madagaskar. Inga underarter finns listade i Catalogue of Life.